# Bataille de Hubbardton
Guerre d'indépendance des États-Unis
La bataille de Hubbardton est un engagement qui eut lieu durant la campagne de Saratoga de la guerre d'indépendance des États-Unis dans le village d'Hubbardton, alors situé dans le territoire disputé appelé New Hampshire Grants. Le matin du 7 juillet 1777 des forces britanniques conduites par le général Simon Fraser rattrapèrent l'arrière-garde des forces américaines qui battaient retraite après le repli de Fort Ticonderoga. Ce fut la seule bataille livrée durant la période révolutionnaire dans ce qui est aujourd'hui le Vermont, étant donné que la bataille de Bennington eut lieu à Walloomsac sur la frontière actuelle avec l'État de New York.
La retraite américaine depuis Fort Ticonderoga commença tard le 5 juillet, une fois les canons britanniques installés sur la colline qui dominait le fort. La majeure partie de l'armée du général Arthur St. Clair battit retraite, passant par Hubbardton en direction de Castleton, tandis que l'arrière-garde, commandée par Seth Warner, s'arrêta à Hubbardton pour se reposer et attendre les retardataires.
Le général Fraser, apprenant le repli américain tôt le 6 juillet, partit immédiatement à leur poursuite, envoyant un message au général John Burgoyne pour qu'il lui envoie des renforts aussi vite que possible. Cette nuit-là Fraser campa à quelques kilomètres de Hubbardton ; le général allemand Friedrich Adolf Riedesel qui conduisait les renforts dressa son camp quelques kilomètres plus loin. Se remettant en marche dès l'aube, Fraser atteignit Hubbardton et y surprit une partie de l'arrière-garde américaine, tandis qu'une autre partie de celle-ci composait rapidement des lignes de défense. Dans cette bataille courageuse, les Américains furent repoussés, mais avaient presque réussi à tourner le flanc gauche de Fraser lorsque Riedesel et ses renforts allemands arrivèrent pour soutenir le Britannique et fit disperser les soldats américains.
La bataille fit suffisamment de victimes du côté britannique pour les empêcher de poursuivre l'armée américaine principale. Les nombreux prisonniers américains furent envoyés à Ticonderoga tandis que la plupart des troupes britanniques se dirigeaient vers Skenesboro pour rejoindre l'armée de Burgoyne. La majeure partie des Américains qui s'étaient dispersés durant la bataille rejoignirent les forces de St. Clair, qui se dirigeaient vers l'Hudson.

## Contexte
Le général Burgoyne commença sa campagne de 1777 pour le contrôle de la vallée de l'Hudson en déplaçant une armée de 8 000 hommes au sud du Lac Champlain fin juin. Il arriva près de Fort Tinconderoga le 1er juillet. Le 5 juillet les forces américaines du général Arthur St. Clair, qui défendaient Fort Ticonderoga et ses environs, découvrirent que les troupes de Burgoyne avaient placé des canons sur une hauteur surplombant le fort. Ils l'évacuèrent cette nuit-là, et, pour la majeure partie d'entre eux, suivirent une route raboteuse à Hubbardton dans les New Hampshire Grants,. Le lendemain fut chaud et ensoleillé ; la marche rapide et éreintante : la plus grande partie de l'armée fit 48 kilomètres et ne dressa le camp, à Castleton, que le soir du 6 juillet.

## La poursuite
Le général britannique Simon Fraser découvrit au matin du 6 juillet que les Américains avaient quitté Ticonderoga. Après avoir adressé un message à Burgoyne, il partit à leur poursuite avec des compagnies de grenadiers (9e, 29e, 34e et 62e régiments), d'infanterie légère (24e, 29e, 34e, 53e et 62e régiments), ainsi que deux compagnies du 24e régiment, environ 100 Loyalistes et des éclaireurs amérindiens. Burgoyne ordonna à Riedesel de le suivre ; le général allemand partit avec quelques compagnies de chasseurs à pied et de grenadiers de Brunswick, laissant des ordres pour que le reste de ses troupes le rejoigne aussi tôt que possible. L'avant-garde de Fraser était à seulement quelques kilomètres derrière le 11e régiment du Massachusetts, commandé par le colonel Ebenezer Francis, qui faisait office d'arrière-garde des troupes de St. Clair.
Le général américain St. Clair s'arrêta à Hubbardton pour donner à ses forces épuisées et affamées le temps de se reposer, attendant l'arrivée de l'arrière-garde. Comme celle-ci n'était pas là à temps, il laissa le colonel Seth Warner et les Green Mountain Boys et le 2e régiment du New Hampshire à l'arrière, sous les ordres du colonel Nathan Hale, pour attendre l'arrière-garde tandis qu'il conduisait le corps d'armée principal à Castleton. Lorsque les hommes de Francis et de Jale arrivèrent, Warner décida, contre les ordres de St. Clair, qu'ils passeraient la nuit sur les lieux au lieu de rejoindre Castleton. Warner, expérimenté dans les opérations d'arrière-garde depuis qu'il avait servi à Bunker Hill et durant l'Invasion du Québec, organisa le camp en position défensive sur Monument Hill, et envoya des sentinelles surveiller la route vers Tinconderoga.
Le baron Riedesel rencontra Fraser aux alentours de 4 heures de l'après-midi et insista pour que ses hommes n'aillent pas plus loin, avant de dresser son camp. Fraser, qui consentit, puisque Riedesel était d'un grade supérieur, lui fit remarquer qu'il était autorisé à engager l'ennemi, et qu'il quitterait le camp à 3 heures du matin le lendemain. Cette nuit-là fit camper ses troupes à 4,8 kilomètres d'Hubbardton. Riedesel attendit l'arrivée du gros de ses forces, soit 1 500 hommes, et installa lui aussi son camp.

## L'attaque

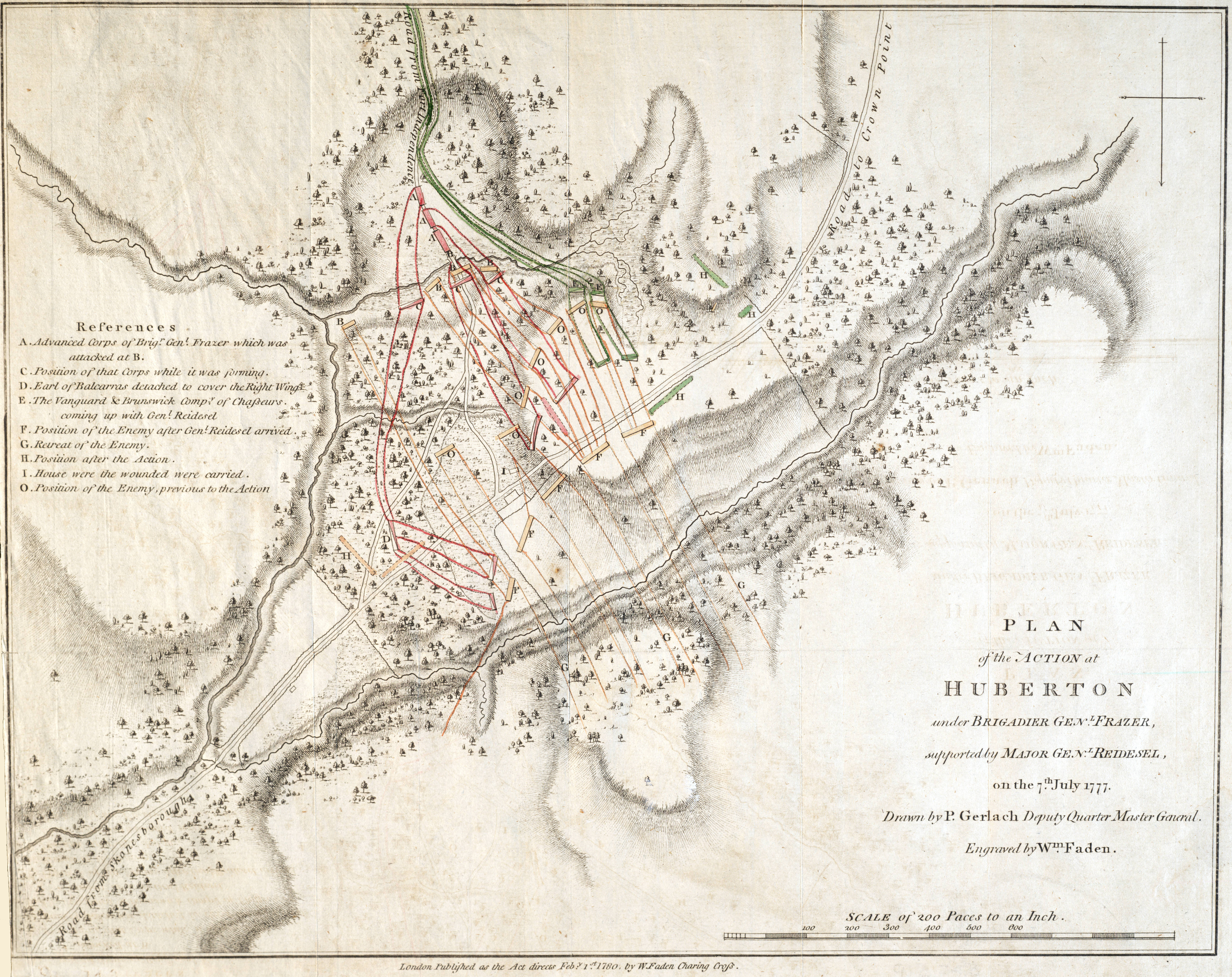
Carte dressée par un officier britannique après la bataille.

Les hommes de Fraser quittèrent le camp à trois heures du matin, mais eurent du mal à progresser dans l'obscurité ; Riedesel les suivit à l'arrière, conduisant des hommes de son choix. Fraser arriva à Hubbardton à l'approche de l'aube et surprit presque totalement des militaires du régiment de Hale, qui étaient dispersés lors des premiers combats. Un message de St. Clair était parvenu aux Américains, dans lequel le général les informait que les Britanniques avaient atteint Skenesboro, où les Américains avaient prévu de regrouper leurs forces ; par conséquent, pour rejoindre l'Hudson, il leur faudrait emprunter des chemins détournés. Les instructions de St. Clair étaient de le suivre immédiatement à Rutland. Les hommes de Francis avaient juste formé une colonne avant de se mettre en route, lorsqu'aux alentours de 7h15 l'avant-garde britannique arrivèrent au sommet de la colline située derrière eux. Recomposant promptement une ligne, les hommes du Massachusetts envoyèrent une salve nourrie sur les Britanniques essoufflés. Le général Fraser fit le point sur la situation et décida d'envoyer un détachement pour flanquer l'aile gauche des Américains, au risque d'exposer son aile droite, laquelle, espérait-il, tiendrait jusqu'à l'arrivée de Riedesel. Celui-ci atteignit le sommet d'une autre colline, d'où il put se rendre compte que la ligne américaine, qui comprenait à présent des parties du régiment de Hale, pressait en fait la gauche de Fraser. Il envoya par conséquent ses grenadiers assister le flanc des troupes de Fraser et envoya ses chasseurs à pied à l'assaut du centre de la force américaine.
Apprenant rapidement qu'une attaque avait commencé, St. Clair dépêcha aussitôt Henry Brockholst Livingston et Isaac Dunn vers le champ de bataille, leur demandant d'envoyer en renfort les miliciens campés au plus près de Hubbardton ; mais lorsqu'ils atteignirent ces camps, ils découvrirent des compagnies qui, ayant entendu les coups de feu au loin, étaient déjà en pleine retraite ; ils ne purent les infléchir. Livingtson et Dunn continuèrent malgré tout leur chevauchée vers Hubbardton.
Se repliant sur une position sécurisée de Monument Hill, les Américains repoussèrent plusieurs assauts énergiques des Britanniques. Bien que le colonel Francis fût blessé au bras par un tir, il continua à se battre, désignant à ses troupes ce qu'il pensait être une faiblesse sur la gauche de Fraser. Toutefois la chance tourna lorsqu'après plus d'une heure de combat arrivèrent les grenadiers de Riedesel. Ces soldats disciplinés entrèrent dans la mêlée en chant des hymnes, accompagnés par une fanfare militaire, ce qui leur permettait de faire croire qu'ils étaient plus nombreux qu'en réalité. Les Américains furent forcés de courir dans un champ dégagé pour éviter d'être encerclés par leurs ennemis. Le colonel Francis périt au cours d'une volée de tirs de mousquet tandis que ses forces s'enfuyaient à toute vitesse et se dispersaient dans la campagne.

## Après la bataille

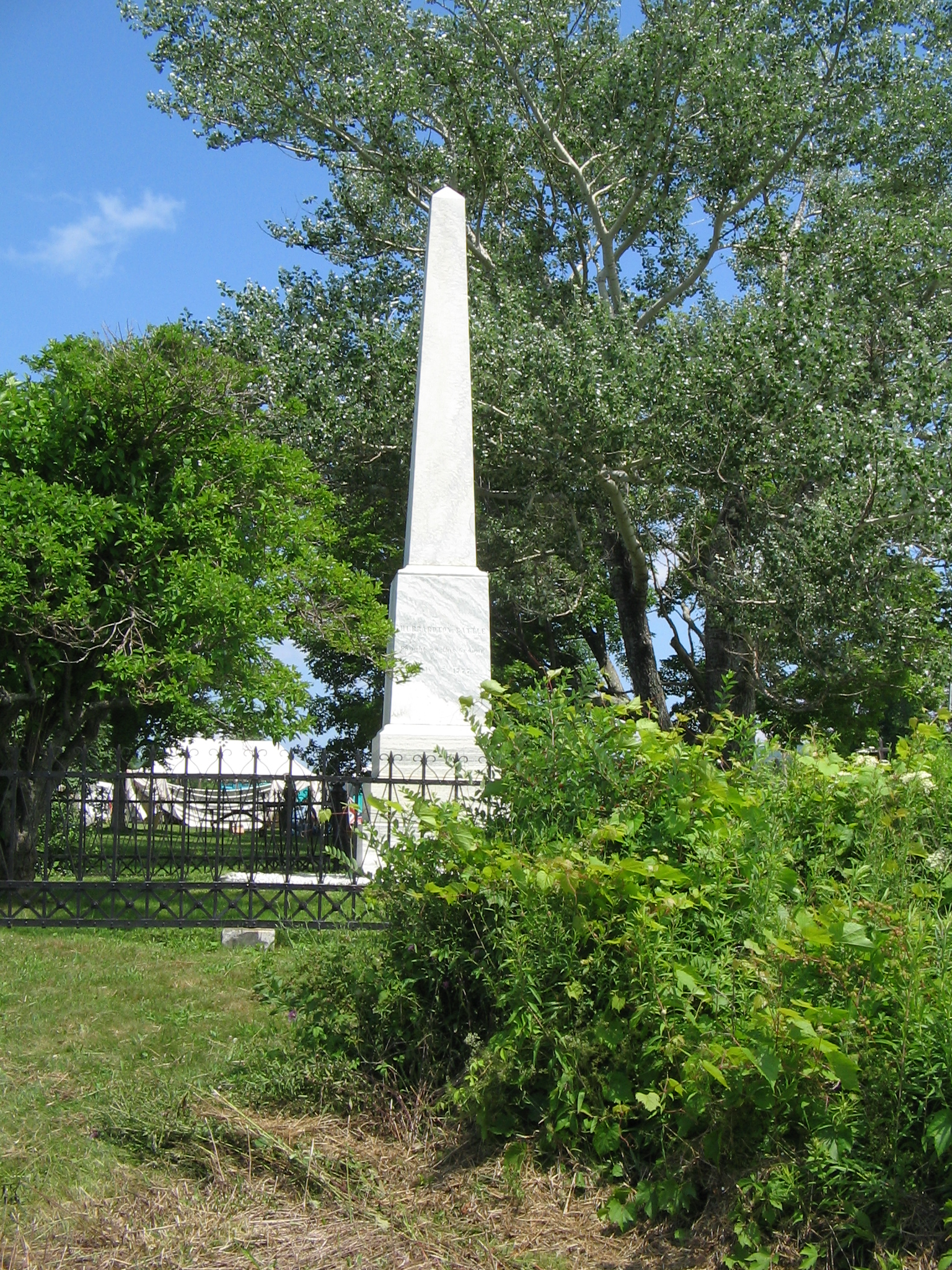
Monument érigé en 1859 sur le champ de bataille.

Les survivants dispersés de l'arrière-garde américaine se dirigèrent péniblement vers Rutland afin de rejoindre l'armée principale ; harcelés par les éclaireurs de Fraser et des Amérindiens, ne disposant pas de provisions ni d'abris, il leur fallut cinq jours pour l'atteindre, alors qu'elle s'approchait de Fort Edward. D'autres Américains, parmi lesquels le colonel Hale et un détachement de 70 hommes, furent capturés par les Britanniques. Les Britanniques enterrèrent par respect le colonel Francis avec les morts du Brunswick.
Le Baron Riedesel et ses troupes du Brunswick partirent pour Skenesbora le lendemain, ce qui contraria fortement le général Fraser, laissé, avec 600 hommes fatigués, un nombre important de prisonniers et de blessés, et sans l'approvisionnement adéquat, dans « la partie la plus mécontente de l'Amérique, où n'importe qui pouvait être un espion »,. Le 9 juillet il envoya les 300 prisonniers vers Ticonderoga, escortés par une maigre troupe, mais ayant été averti de représailles au cas où ils s'échapperaient ; lui-même conduisit ses troupes épuisées vers Castleton, puis Skenesboro.
Livingston et Dunn, les deux hommes envoyés par St. Clair vers Hubbardton, furent rencontrés sur la route de Castleton par des Américains qui battaient retraite, une fois la bataille finie. Ils retournèrent vers Castleton pour annoncer la nouvelle de la défaite, et l'armée partit rejoindre Fort Edward, qu'elle atteignit le 12 juillet,.

## Les pertes
Le nombre officiel de morts du côté britannique est de 38 soldats britanniques et 1 canadien ; 125 Britanniques et 2 Canadiens furent blessés. Un décompte séparé des pertes allemandes indiquait 10 morts et 14 blessés, ce qui porte le total à 49 morts et 141 blessés. L'historien Richard Ketchum donne des nombres différents : 60 morts et 168 blessés du côté britannique. Les pertes américaines s'élevèrent à 41 morts ; il y eut 96 blessés et 230 prisonniers,.

## Mémoire

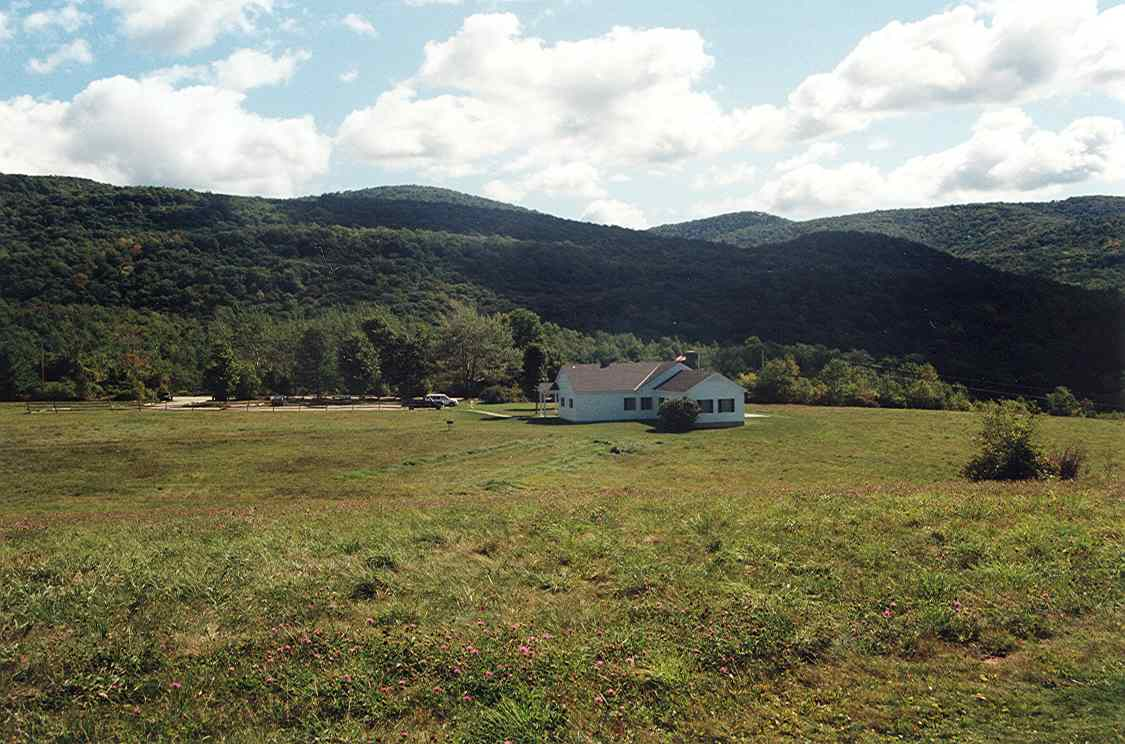
Le champ de bataille aujourd'hui, avec le centre d'accueil.

Un groupe local commanda la construction d'un monument sur le champ de bataille en 1859 et l'état entreprit d'acquérir le terrain dans les années 1930 pour en faire un site historique. Le champ fut ajouté au Registre national des lieux historiques en 1971. Chaque année y ont lieu des reconstitutions de batailles de la Guerre d'indépendance,.